# Eucythere gibba
Eucythere gibba är en kräftdjursart som beskrevs av Edwards 1944. Eucythere gibba ingår i släktet Eucythere och familjen Eucytheridae. Inga underarter finns listade i Catalogue of Life.